# Фирценхайлиген
Базилика четырнадцати святых помощников (нем. Basilika Vierzehnheiligen) — памятник баварского рококо, расположенный в окрестностях города Бад-Штаффельштайн под Бамбергом. Подобно храму в Висе, это один из самых характерных образцов барочно-рокайльного типа среднеевропейской паломнической церкви.
Базилика заменила собой капеллу, которую монахи-цистерцианцы воздвигли на месте явления четырнадцати святых помощников в 1445 году. Проект базилики составил в 1743 году Бальтазар Нейман, который надзирал за строительством до самой смерти. Возведение и украшение храма было завершено только 20 лет спустя. Торжественное освящение Фирценхайлигена состоялось в сентябре 1772 года.
В 1803 году владения цистерцианцев были секуляризованы, а паломничества к храму попали под запрет. В 1835 г. церковь пострадала от удара молнии. В 1897 году римский папа присвоил ей статус базилики.
В интерьере храма господствует пышный алтарь, изваянный Михаэлем Фейхтмайером. Он представляет статуи святых угодников, затейливо распределённые по трём ярусам сооружения.